# ハロウィンH20
『ハロウィンH20』（ハロウィンエイチトゥエンティ、原題：Halloween H20: 20 Years Later）は、1998年制作のアメリカ合衆国のホラー映画。
ハロウィンシリーズ第7作。第2作から20年後の続編として制作され、第1・2作のヒロイン・ローリー（演：ジェイミー・リー・カーティス）が再登場している。また、彼女の息子役を演じるジョシュ・ハートネットのデビュー作である。

## あらすじ
第2作から20年後。惨劇を生き延びたローリー・ストロードは“ケリー・テイト”と名を変え、郊外の全寮制私立高校の教頭を務めていた。
そんなある日、ローリーは自分が教頭を務める高校の生徒である息子のジョンが、ハロウィンの夜に校舎で友人とパーティーを開く計画を立てていることを知る。
ローリーはハロウィンに“何かが起こる”ことを予感、それは的中し、あの忌まわしき殺人鬼のマイケル・マイヤーズが高校に現れる。

## キャスト
- ケリー・テイト/ローリー・ストロード：ジェイミー・リー・カーティス（吹替：土井美加）
- ジョン・テイト：ジョシュ・ハートネット（吹替：川島得愛）
- ウィリアム：アダム・アーキン（吹替：津田英三）
- ロニー：LL・クール・J（吹替：安井邦彦）
- モリー：ミシェル・ウィリアムズ（吹替：久川綾）
- チャーリー：アダム・ハン＝バード（英語版）（吹替：阪口大助）
- サラ：ジョディ・リン・オキーフ（英語版）（吹替：相田さやか）
- ノーマ：ジャネット・リー
- ジミー：ジョセフ・ゴードン＝レヴィット
- マリオン・チェンバース＝ウィッティントン：ナンシー・スティーヴンス
- シャール：リサ・ゲイ・ハミルトン
- サミュエル・ルーミスの声：トム・ケイン